# Jaco Engelbrecht
Jacobus Petrus Engelbrecht, detto Jaco (8 marzo 1987), è un pesista sudafricano.

## Palmarès
| Anno | Manifestazione      | Sede        | Evento         | Risultato | Prestazione | Note                          |
| ---- | ------------------- | ----------- | -------------- | --------- | ----------- | ----------------------------- |
| 2011 | Universiadi         | Shenzhen    | Getto del peso | 7º        | 18,97 m     |                               |
| 2011 | Giochi panafricani  | Maputo      | Getto del peso | Argento   | 18,89 m     |                               |
| 2012 | Campionati africani | Porto-Novo  | Getto del peso | 4º        | 17,91 m     |                               |
| 2013 | Universiadi         | Kazan'      | Getto del peso | 5º        | 19,48 m     |                               |
| 2014 | Mondiali indoor     | Sopot       | Getto del peso | 19º (q)   | 17,59 m     | Miglior prestazione personale |
| 2014 | Campionati africani | Marrakech   | Getto del peso | Argento   | 18,87 m     |                               |
| 2015 | Universiadi         | Gwangju     | Getto del peso | 6º        | 19,20 m     |                               |
| 2015 | Mondiali            | Pechino     | Getto del peso | 25º (q)   | 19,04 m     |                               |
| 2015 | Giochi panafricani  | Brazzaville | Getto del peso | Bronzo    | 19,55 m     |                               |
| 2016 | Campionati africani | Durban      | Getto del peso | Oro       | 20,00 m     |                               |
| 2017 | Mondiali            | Londra      | Getto del peso | 27º (q)   | 19,59 m     |                               |